# マーマデューク・パトル
マーマデューク・トーマス・セントジョン・“パット”・パトル（Marmaduke Thomas St. John "Pat" Pattle、1914年7月3日 - 1941年4月30日）は、イギリス空軍のエース・パイロット。非公式ながら、英空軍トップ・エース。

## 経歴
南アフリカで生まれ、1936年、イギリス空軍に志願。
1938年、中東に派遣され、第80飛行隊員としてグラディエーターでイタリア軍と戦った。1941年4月20日、ギリシア戦線において、アテネ上空で乗機のハリケーンが撃墜されて戦死した。総撃墜数は51機以上と言われている。